# 不動産証券化
不動産証券化（ふどうさんしょうけんか、英: real estate securitization）とは、資産証券化のうち、とくに不動産資産を対象にしたものを不動産流動化あるいは不動産証券化という。

## 概要
不動産証券化に共通した特徴は、不動産を投資対象に組み込んで、広く投資家に小口化した商品にして売却する仕組みということになる。不動産流動化商品という言い方もある。このような仕掛けとしては、投資信託、金銭信託、匿名組合、特別目的会社などがある。低金利が続いた中での高利回り商品として、多くの資金を集めた反面、投資家保護が不十分との指摘もある。

## 不動産証券化の種類
不動産投資信託 (REIT real estate investment trust)
オフィスビルや住宅、商業施設などの保有物件からの賃貸収入・売却収入を小口に分配する仕組みである。配当可利益の90%超を投資家に分配し、かつ3人以下の投資家の保有が決算期末に50%を超えない場合は、分配にあてる所得を損金算入できる。
日本では2001年に登場し、低金利で投資対象に困っていた地銀などが積極的に購入して規模が拡大した。2006年現在の購入の主体は銀行、投資信託、外国人などである。資金源については、日本国内の低金利資金が、いわゆる円キャリートレードで海外に流れ、それがさらに日本に逆流しているという指摘もある。2006年末で利回りは低いものは2－3％ 高いものは6-7％、中心は2%台から4%台となっている。
なお投資指標として注目される東証REIT指数は、2003年4月に算出が開始された。
商業用不動産ローン担保証券 (CMBS commercial mortgage backed securities)
商業用不動産ローンをまとめて証券化したもの
CMBS残高は約3兆円であり、2010年中に1兆円程度の償還が予定されているが、借り換えできない場合が多いという。値付けが曖昧で流動性がないため「史上最悪の金融商品」という人もいる。FRBは1兆ドルを超える買い取りをして危機に対処した。
私募ファンド - 不動産を購入するものも多いが、REITなど不動産流動化商品を購入するものもある。
ファンドのエクイティ部分への利回りを高めるため、金融機関からの借り入れにより負債比率を高め、負債のレバレッジ効果を追求することが一般的である。このファンド側の融資需要に、融資先確保に悩む金融機関は、この間、積極的に応じてきた。それがファンドの増加にもつながったのである。なお商業用不動産ローン担保証券も、このような不動産ファンド向け融資の流動化商品という側面がある。
不動産ファンドの収益予測の基礎になるのは、空き室率、賃料単価の上昇率、テナントの入替え率などの見込みである。たとえば空き室率の低下は、強気の賃料単価上昇予測の根拠になる。
収益予想が高い間は、取得した不動産を売却して得られる売却収入を投資家に還元することも可能だった。しかし、ファンド間の不動産取得競争で不動産価格が上昇して収益率が低下するようになった。このため、収益率がなお高い完成前に不動産を取得する「開発型」が増加した。また不動産価格の過熱感から、取得物件の転売が難しくなっているとの指摘もある。
設立の母体が不動産会社や金融機関のケースでは、保有している不動産の流動化にこの仕掛けを活用しているが、不動産を取得するときの価格評価が適切になされているか疑問が出されており審査体制に投資家保護の観点から課題があるとの指摘がある。
投資指標としては、REIT指数、REITの利回り率が使われる。また不動産需給動向も参考指標とされ、オフィスについては空き室率、賃料の改定率(改定後上昇率)、平均賃料。マンションについては、販売戸数、販売単価。などが不動産の需給動向をみるのに使われる。

## スキーム

### 日本
- 投資法人 - REIT（J-REIT、私募リート）で使用
- GK-TKスキーム - 私募ファンドで使用
- 特定目的会社（TMK） - 私募ファンドで使用
- 不動産特定共同事業 - GK-TKスキームと現物不動産を用いた「特例事業」もある

## 会計
売却取引としての会計処理
- 会計制度委員会報告第15号「特別目的会社を活用した不動産の流動化に係る譲渡人の会計処理に関する実務指針」（2000年（平成12年）7月31日公表[2]、2014年（平成26年）11月4日改正[3]）
  - 「不動産が特別目的会社に適正な価額で譲渡されており、かつ、当該不動産に係るリスクと経済価値のほとんど全てが、譲受人である特別目的会社を通じて他の者に移転していると認められる場合には、譲渡人は不動産の譲渡取引を売却取引として会計処理する」とされている。
  - リスクと経済価値の移転については、譲渡人のリスク負担割合がおおむね5%の範囲内であれば、リスクと経済価値のほとんど全てが他の者に移転しているものとして取り扱う、とされている（いわゆる「5%ルール」）。

特別目的会社の連結基準
- 出資者による特別目的会社の子会社判定は、財務諸表等の用語、様式及び作成方法に関する規則第8条にもとづき、支配力基準により行う。
- 同規則第8条第7項で、特別目的会社については、適正な価額で譲り受けた資産から生ずる収益を当該特別目的会社が発行する証券の所有者に享受させることを目的として設立されており、当該特別目的会社の事業がその目的に従って適切に遂行されているときは、当該特別目的会社に資産を譲渡した会社等から独立しているものと認め、譲渡会社等の子会社に該当しないものと推定する、とされている。
  - 大蔵省による1998年（平成10年）公表の「連結財務諸表制度における子会社及び関連会社の範囲の見直しに係る具体的な取扱い」[4]では、「当該特別目的会社に対する出資者及び当該特別目的会社に資産を譲渡した会社（以下「出資者等」という。）から独立しているものと認め、上記一にかかわらず、出資者等の子会社に該当しないものと推定する」とされており、譲渡会社だけでなく出資者も含まれていた。
  - 2011年（平成23年）改正会計基準では、上記の定めから、出資者を削除し、譲渡会社に限定することとなり、2013年4月以後開始する連結会計年度より強制適用となった[5][6]。この会計基準の変更を踏まえ、2011年4月以降、大手不動産会社などで、特別目的会社の連結が行われた（特別目的会社の連結開始は、東急不動産と住友不動産が2012年3月期、三井不動産と三菱地所が2013年3月期、東京建物が2014年12月期）[7]。

## 関連文献
- 福光寛「新たな段階に入った日本の資産証券化」『成城大学経済研究』145, 1999.
- 湯野勉「不動産の証券化・再論」『龍谷大学経済学論集』40(3・4), 2001
- 今野浩之「不動産の証券化とSPC法改正の意義」『不動産流動化研究』8, 2002.
- 国土交通省ほか『基礎からよくわかる不動産証券化ガイドブック』ぎょうせい, 2004.
- 国土交通省ほか『開発型不動産証券化の知識と実務』ぎょうせい, 2004.
- 久郷幸夫「経営戦略として定着しつつある不動産証券化」『M&A Review』19(3), 2005.
- 河合延昭『J-REITの現状と投資上の留意点』住信基礎研究所, Apr.2005.
- 田辺信之『不動産証券化入門』住宅新報社, 2006.
- 無署名「金融庁連続処分が物語る不動産証券化における信託制度の理想と現実」『金融財政事情』2694, May 15, 2006.
- 長谷川信栄「不動産証券化の現状と課題」『住宅金融月報』653, Jun.2006.
- 国土交通省『平成17年度不動産の証券化の実態調査』Jun.9, 2006.
- 長谷川誠「J-REIT市場の現状と今後の課題」『三井トラストホールディングス調査レポート』Sept.2006.
- 黒瀬英理奈「不動産証券化と不動産の鑑定評価」『住宅金融月報』656, Sept.2006.
- 無署名「金融庁の不動産関連投融資注視で市場に異変」『金融財政事情』2732, Mar.5, 2007.
- 関大介ほか「特集　不動産バブル」『週刊エコノミスト』May 29, 2007, 22-37.